# 群馬県道180号群馬藤岡停車場線
群馬県道180号群馬藤岡停車場線（ぐんまけんどう 180ごう ぐんまふじおかていしゃじょうせん）は、群馬県藤岡市の群馬藤岡停車場から群馬県道40号藤岡大胡線までを結ぶ県道である。

## 起点・終点
- 起点:群馬藤岡停車場（藤岡市藤岡）
- 終点:藤岡市藤岡

## 通過市町村
- 群馬県
  - 藤岡市

## 交差する道路
- 群馬県道40号藤岡大胡線 - 藤岡市藤岡（相生町交差点）